# 韦里讷
韦里讷（法語：Vérines，法語發音：[veʁin]）是法国滨海夏朗德省的一个市镇，位于该省西北部，属于拉罗谢尔区。

## 地理
韦里讷（46°11'38"N, 0°58'1"W）面积13.35 平方千米，位于法国新阿基坦大区滨海夏朗德省，该省份为法国西部滨海省份，北起旺代省，西临大西洋，南至吉倫特省，东南接多爾多涅省，东北接德塞夫勒省接壤，东临夏朗德省。
与韦里讷接壤的市镇（或旧市镇、城区）包括：阿奈、昂格利耶、隆热沃、圣梅达尔多尼斯、圣旺多尼斯、圣苏勒。
韦里讷的时区为UTC+01:00、UTC+02:00（夏令时）。

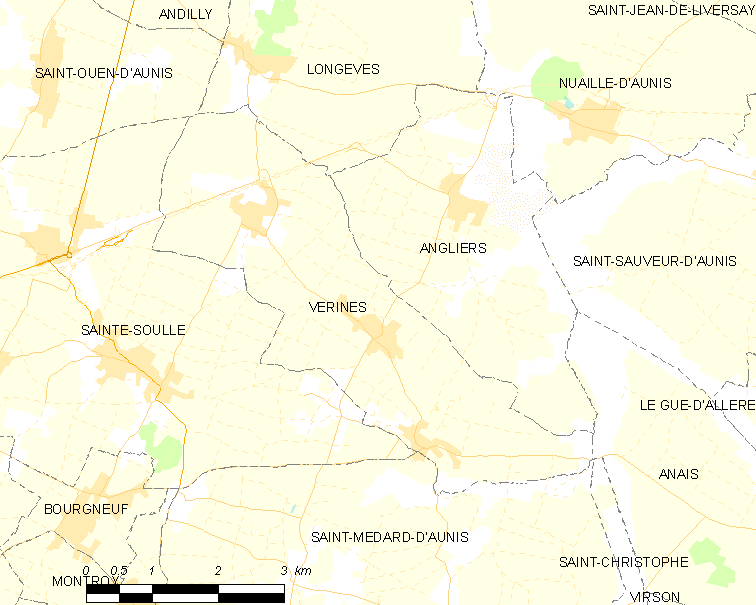
韦里讷的OSM定位图

## 行政
韦里讷的邮政编码为17540，INSEE市镇编码为17466。

## 政治
韦里讷所属的省级选区为拉雅里县。

## 交通
法国国道N11线和滨海夏朗德省省道D107线、D109线、D112线、D203线在境内交汇。

## 人口

1962-2008年间韦里讷人口变化图示

韦里讷于2022年1月1日时的人口数量为2375人。